# Gregory Maguire
Gregory Maguire (Albany, 9 giugno 1954) è uno scrittore statunitense.
Maguire, è nato e cresciuto ad Albany, New York, è il figlio di mezzo di sette fratelli.
Dopo il diploma alla State University of New York ad Albany, un master in letteratura per bambini presso il Simmons College ed il dottoratato in Letteratura inglese ed Americana alla Tufts University, ha insegnato per alcuni anni Letteratura per ragazzi e nel 1986 ha fondato il Childern's Literature New England, un'organizzazione non profit che promuove la lettura fra i giovanissimi. 
Maguire ha vissuto a Dublino, Londra e nella area metropolitana di Boston. 
Ha pubblicato il suo primo romanzo per bambini all'età di 24 anni, la sua vita professionale, accanto al suo lavoro creativo, include impegni per l'alfabetizzazione e l'educazione alla letteratura.
Ha incontrato il pittore americano Andy Newman nel 1997 e nel 1999 ha adottato il primo dei loro tre figli. 
Ne seguirono altri due nel 2001 e nel 2002. 
Maguire e Newman si sposarono nel giugno 2004, poco dopo che il matrimonio gay divenne legale in Massachusetts. 
Autore di molti libri per bambini, ha pubblicato cinque bestseller per adulti, fra cui Strega (1995).
Vive nel Massachusetts. 

## Opere
- Confessions of an Ugly Stepsister (1999)
- Mirror, Mirror (Mirror Mirror: A Novel, 2003), Casini Editore, 2009
- Strega - Cronache dal Regno di Oz in rivolta (Wicked: The Life and Times of the Wicked Witch of the West,1995), Sonzogno, 2006
- Son of a Witch (2005)
- What-the-Dickens: The Story of a Rogue Tooth Fairy (2007)
- A Lion Among Men (2008)
- Out of Oz (2011)
- Hiddensee: A Tale of the Once and Future Nutcracker (2017)